# 符节

《古今圖書集成》中的“旌節圖”

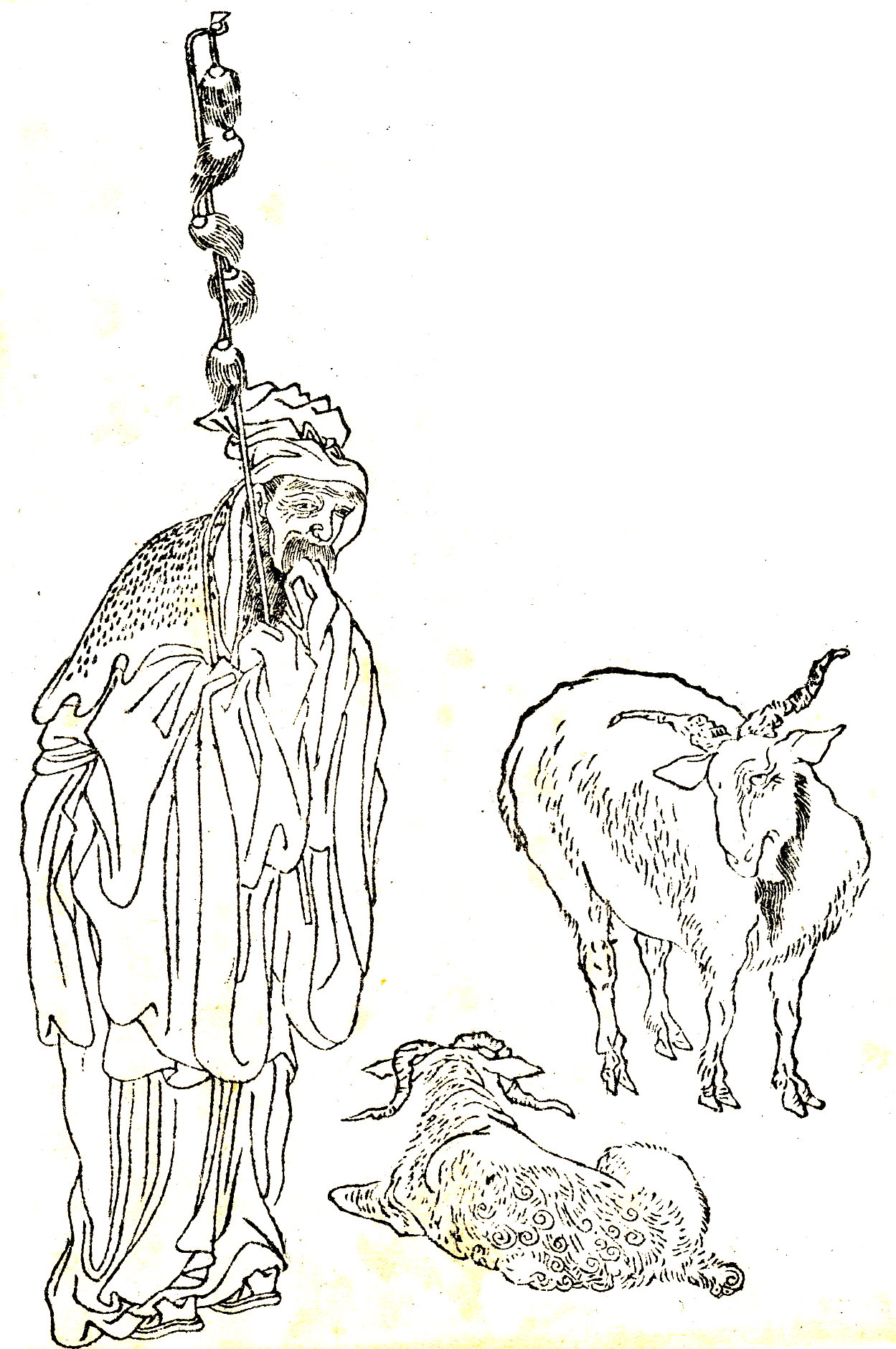
蘇武持旌節出使匈奴

符节、节钺、节杖等，是中国歷史上中央政权向官員授权，允许其代行帝王军政职权的凭证与象征，其形态样式以及代表的权力各代有变化。通常是指高級外交官，或者「代天巡狩」的高階軍政官員。
符节多是權力的象徵，如朝廷任命的外交官、或是軍官用以調兵遣將，或是官吏以之代天巡狩、行使皇帝詔敕。
授予符节、节钺的过程仪式常被称为“假节”，被授予符节的大臣被称为“持节”。重要的外交使臣大多持節，如漢代的蘇武。軍事方面，魏晉監軍使者多以持節，唐朝时，有符节的各地招討使、观察使等高階軍官常被统称为节度使。

## 歷史

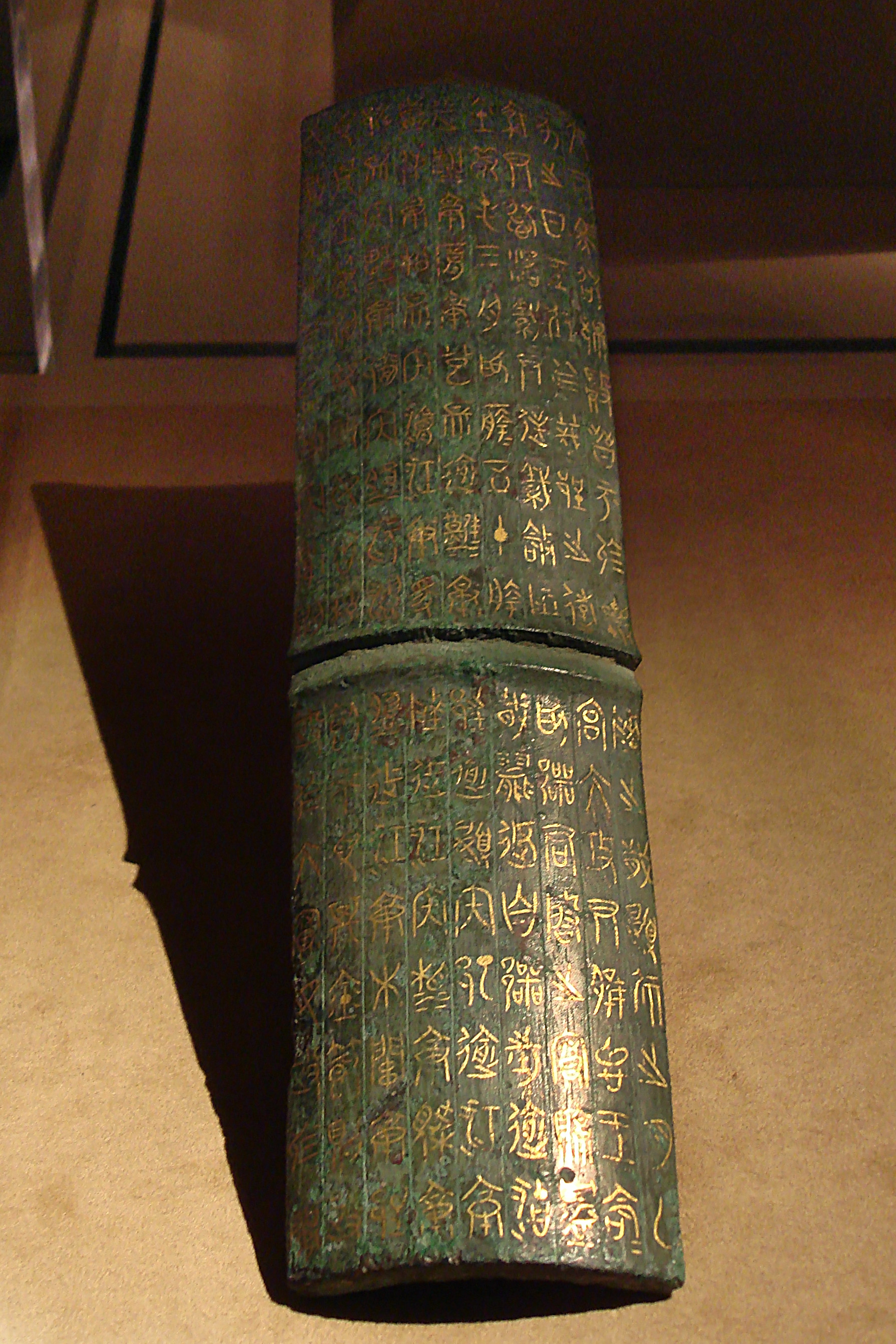
错金鄂君启节中的“舟节”，青铜制，形状则模仿竹节

《古今圖書集成》中的“符節圖”

汉朝官吏奉使外出时由皇帝临时借予节杖，即假节，以提高其权威。使臣持节出巡或出使完毕后则收回其“节”。
东汉末、三国时期帝王特赐给权位极重的大臣节钺。受此号者拥有代行帝王旨意、掌握生杀的特权。节即符节，钺是专用于帝王仪仗的斧状兵器，两者都是象征帝王权威的信符。而且是长期性的，非临时性的，成为象征地位高低的政治待遇。
晋朝地方军事长官都督诸军为第一级，监诸军次之，督诸军为第三等，又有使持节、持节、假节三等。使持节平时及战时皆可斩杀二千石以下官员，持节平时可杀无官位之人，战时可斩杀二千石以下官员，假节平时没有权利处置人，战时可斩杀犯军令的人。南北朝沿袭此制。
隋唐时的“使持节”，作为皇帝赐予调动军队的凭信：当时诸州都督、总管、刺史都加“使持节”之号。唐高祖武德元年规定，刺史加号持节。太宗贞观二十二年以契丹窟哥为持节十州诸军事松漠都督府都督，奚可度著为持节六州诸军事饶乐都督府都督。其后常加，颁铜鱼符，但实际并不带节，因而无专杀权，只有节度使有旌节，可以专杀。

## 延伸阅读
[在维基数据编辑]
 《欽定古今圖書集成·經濟彙編·考工典·符節部》，出自陈梦雷《古今圖書集成》